# Surdila-Găiseanca
Surdila-Găiseanca è un comune della Romania di 2 648 abitanti, ubicato nel distretto di Brăila, nella regione storica della Muntenia.
Il comune è formato dall'unione di 2 villaggi: Filipești e Surdila-Găiseanca.